# توکا-سنگ‌چشم دودی
توکا-سنگ‌چشم دودی (نام علمی: Colluricincla umbrina) نام یک گونه از سرده توکا-سنگ‌چشم است.